# Japonska kačja brada
Japonska kačja brada (znanstveno ime Ophiopogon japonicus) je zimzelena rastlina, ki zraste v višino največ do 30 cm. V skupini tvori travi podobne goste preplete temno zelenih listov.

## Izvor
Rastlina izvira iz vzhodne Azije, natančneje iz Kitajske, Koreje, Japonske, Indije, Nepala in Vietnama. Ima dolgo zgodovino gojenja, vse do dinastije Ming (od 1368 do 1644) in Song (od 960 do 1279) na Kitajskem.

## Opis in značilnosti
S selekcijo in križanjem je nastalo več različic oz. sort, vključno z 'Albus' (beli cvetovi), 'Compactus' in 'Kyoto Dwarf' (pritlikave oblike, ne višje od 4–5 cm) ter 'Silver Mist' (pisana različica, temnozeleni listi imajo bele črte). 
V tujini jo včasih prodajajo kot okrasno rastlino za sladkovodne akvarije, ker pa ni prava vodna rastlina, lahko pod vodo živi le nekaj mesecev, preden odmre. Dokaj odporna na zmrzal, prenese tudi temperature okoli -20 °C, če pozimi miruje na prostem, v običajnih tleh. V poletnih mesecih potrebuje zalivanje, sploh pri temperaturah nad 25 °C in več. Če je izpolnjen ta pogoj, dobro uspeva tudi na polnem soncu še bolje pa v delni senci. Japonski kačji bradi ustreza vlažno, vendar dobro odcedno rastišče.
Plodovi so majhne in okrogle jagode, premera 5 mm, običajno modre ali črne barve. So jagodičasti in vsebujejo semena, ki jih rastlina uporablja za razmnoževanje. Ker so pogosto skriti med gostimi listi rastline, jih morda ni vedno enostavno opaziti.

## Uporaba

### Hortikultura
Japonska kačja brada je priljubljena kot okrasna rastlina, zaradi svojih ozkih, travnatih temnozelenih listov in majhnih, modrih cvetov. Primerna je za saditve obrob gred, za prekrivanje tal, za saditev pod drevesi in grmovnicami. Zaradi svojega eksotičnega izgleda se pogosto uporablja v tradicionalnih japonskih vrtovih in parkih.

### Medicinska raba
V tradicionalni kitajski medicini je Japonska kačja brada znana kot »mai men dong« (kitajsko: 麥門冬) in se uporablja za zdravljenje različnih zdravstvenih težav, kot so pomanjkanje yin energije, vročina in razdražljivost.